# Rey Vecchionacce
Rey Vecchionacce es un humorista venezolano. Vecchionacce ha participado en varios shows de stand up con comediantes contemporáneos, al igual que sido locutor en programas radiales.

## Carrera
El interés por el humor de Vecchionacce empezó en su infancia, después de haber leído ‘El hombre más malo del mundo’, de Otrova Gomas, a los once años. En 2008, después de interesarse y leer sobre voluntariados, conoció sobre Doctor Yaso. La experiencia que lo vinculó con la improvisación teatral, donde compartió escenario con personas como Julio Ramón Pérez, Nadia María, Ron Chávez, a quienes Vecchionacce considera como tutores.
En 2012 asistó a su primer show formal, “3 en 1 Stand-up Comedy”, junto a Julio Ramón y a Reuben Morales. Posteriormente es inscribió en otro taller organizado por Water Brothers, cuyos facilitadores eran Laureano Márquez, Luis Chataing, José Rafael Briceño y Bobby Comedia. Empezó a dedicarse a la comedia a los 36 años, empezando en bares, incluyendo «El Molino», donde recibió el apodo de «Cinco minutos» al probar material por ese periodo de tiempo.
Vecchionacce ha participado con otros humoristas, tales como Víctor Medina, Manuel Ángel Redondo, José Rafael Briceño, Alejandra Otero, Verónica Gómez y Gabriel Ruiz, en diversos shows de stand up exitosos, incluyendo «El banquito», «Cambiando de tema», «Es relativo», «Malas ideas» (el cual posteriormente fue presentado en Miami, Estados Unidos, durante una gira internacional), «Es relativo», «Festival del Humor Libre, por el derecho a dar risa» y «Delivery de Comedia» (en Instagram), y solo, como en «Un tipo normal», en la Sala Experimental del Banco Occidental de Descuento (BOD). También participó en la Gira Universitaria de Un Mundo Sin Mordaza, presentándose en el Aula Magna de la Universidad Central de Venezuela, en el Aula Magna de la Universidad Católica Andrés Bello y en el Parainfo de la Universidad Metropolitana de Caracas.
En 2017 se unió como coordinador académico para impartir el primer diplomado de stand up en Latinoamérica. ofrecido por la Escuela de Humor y el CIAP-UCAB. Adicionalmente, ha participado programa de radio «Así nos quieren», en el Circuito Hot 94, la comediante Nadia María y locutora Gaby Cortés, en el programa “5 minutos más”, en la La Mega, ha sido locutor del podcast Que Se Vayan Todos y conduce el programa 5 minutos más en La Mega 107.3 con Oriana Infante y el Profesor Briceño.

## Vida personal
Vecchionacce ha declarado que es vegetariano.